# Liste de périphrases désignant des villes
 (novembre 2022).
Améliorez-le ou discutez des points à vérifier. 
 (décembre 2012).
Si vous disposez d'ouvrages ou d'articles de référence ou si vous connaissez des sites web de qualité traitant du thème abordé ici, merci de compléter l'article en donnant les références utiles à sa vérifiabilité et en les liant à la section « Notes et références ».
 (février 2020).
La liste des périphrases désignant des villes recense les surnoms, sobriquets et autres slogans, officiels ou non, attribués aux villes et villages par leurs habitants, leurs offices de tourisme, des producteurs ou des industriels locaux, des écrivains, des visiteurs...

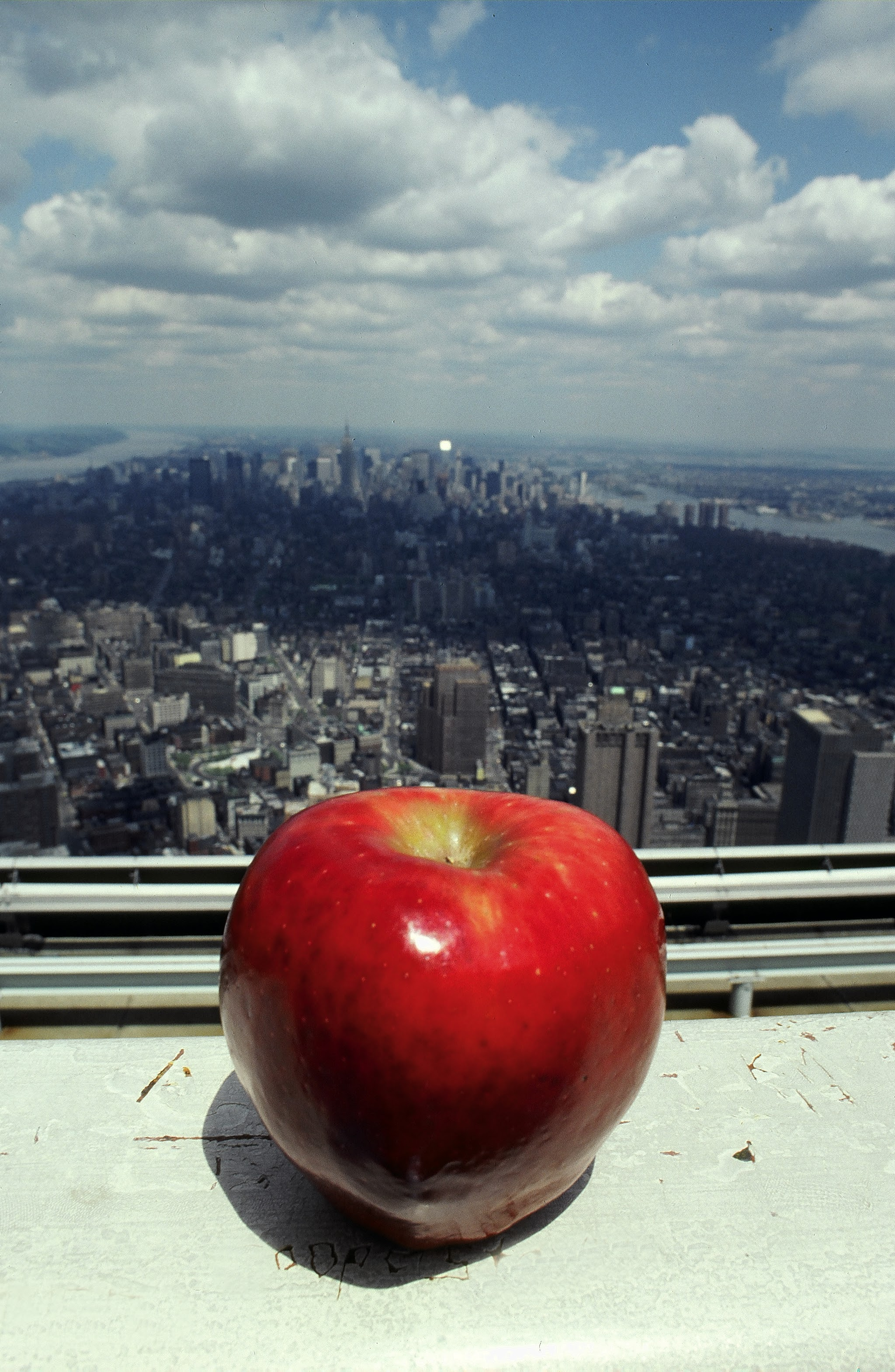
The "Big Apple" (la grosse pomme), surnom de New-York.

## Capitales culturelles, industrielles ou agricoles
Beaucoup de villes, en particulier françaises, se sont proclamées capitale régionale ou nationale, voire internationale, de quelque chose :
- la capitale de l'accordéon et des armes, Tulle, France.
- La capitale de l'asperge, Hœrdt, France.
- La capitale de l'ail provençal, Piolenc, France[2]
- La capitale de l'ardoise, Angers, France.
- La capitale de l'artillerie, Draguignan, France.
- La capitale internationale du sport automobile, Le Mans, France ; Indianapolis, États-Unis.
- La capitale du balai, Lapalud, France.
- La capitale de la bande dessinée, Angoulême, France ; Bruxelles, Belgique.
- La capitale de la bonneterie, Troyes, France.
- La capitale des Cévennes, Alès, France.
- La capitale du champagne, Épernay, France.
- La capitale des chapeaux, Chazelles-sur-Lyon, France.
- La capitale de la chaussure, Romans-sur-Isère, Fougères, Mayenne, France.
- La capitale du cheval, Fontainebleau, et autres villes équestres, d'hippodromes célèbres, France et ailleurs.
- La capitale du chocolat, Bayonne, France.
- La capitale du chou à choucroute, Krautergersheim, France.
- La capitale du citron, Menton, France.
- La capitale du cuivre, Villedieu-les-Poêles, France.
- La capitale de la coquille Saint-Jacques, Erquy, France.
- La capitale du cor des Alpes, Nendaz, Suisse.
- La capitale de la Côte d'Opale, Calais, France.
- La capitale de la coutellerie, Thiers, France.
- La capitale de la dentelle, Calais, France et Caudry, France.
- La capitale de l'épouvantail, Denens, Suisse et Béville-le-Comte, France.
- La capitale de la framboise, Thurins, France.
- Les cités fromagères, Camembert, Orne, Livarot et Pont-l'Évêque, Calvados, Neufchâtel, Normandie ; Coulommiers et Meaux, Brie, Seine-et-Marne, Île-de-France ; Gérardmer (géromé) et Münster ; Ambert (fourme d'), Auvergne ; Iraty (ostau-, pays basque) ; voir Thônes et reblochon infra, fromages de Hollande, tomes de Savoie, cantal, fromages à noms de saints-, etc.
- La capitale de la guindaille, Louvain-la-Neuve, Belgique.
- La capitale de l'horlogerie, Bienne, Suisse.
- La capitale française de l'horlogerie, Besançon, France.
- La capitale de l'hydraviation, Biscarrosse, France
- La capitale de l'image, Épinal, France.
- Cité française de la lutherie, Mirecourt, Vosges, Lorraine.
- La capitale du marron glacé, Privas, France.
- La capitale de la moutarde, Dijon, France.
- La capitale de la nacre au XIXe siècle, Méru, France.
- La capitale de Noël (Oberammergau, Bavière, Allemagne).
- La capitale de la noisette, Cancon, France.
- La capitale de la noix, Vinay, France.
- La capitale du nougat, Montélimar, France.
- La capitale de l’oignon doux, la “ceba”, Lézignan-la-Cèbe, France.
- La capitale de l'olive, Nyons, France.
- La capitale de l’osiériculture et de la vannerie, Fayl-Billot, France.
- La capitale du parapluie, Aurillac, France.
- La capitale de la pipe et du diamant, Saint-Claude, France ; et autre capitale de la pipe, Cogolin, France.
- La capitale de la porcelaine, de la chaussure et de l'émail, Limoges, France.
- La capitale du poulet, Bourg-en-Bresse, France.
- La capitale des pruneaux, Agen, France.
- La capitale de la quincaillerie, Tinchebray, France.
- La capitale du reblochon, Thônes, France.
- La capitale des rillettes, Le Mans, France.
- La capitale des roses, Doué-la-Fontaine, France.
- La capitale de la tapisserie, Aubusson, France.
- La cité des toiles de Mayenne, Fontaine-Daniel.
- La capitale de la truffe, Aups, France.
- La capitale du zinc, Auby, France.[réf. nécessaire]

- La capitale européenne des musées techniques[3], Mulhouse, France.

- La capitale magique de l'Europe, Prague, République tchèque.

- La capitale nationale du cuivre, Rouyn-Noranda, Québec, Canada.

- La capitale mondiale de l'alpinisme, Chamonix-Mont-Blanc, France ; Katmandou, Népal ;
- La capitale mondiale de l'automobile, Détroit, États-Unis.
- La capitale mondiale de l'avocat, Uruapan, Mexique.
- La capitale mondiale du cassoulet, Castelnaudary, France.
- La capitale mondiale du cerf-volant, Dieppe, France ; Weifang, Chine.
- La capitale mondiale du cinéma, Los Angeles (Hollywood), Californie, États-Unis.
- La capitale mondiale de la crevette, Matane, Québec, Canada.
- La capitale mondiale du décolletage, Cluses, France.
- La capitale mondiale du délainage, Mazamet, France.
- La capitale mondiale du diamant, Anvers, Flandre, Belgique.
- La capitale mondiale de la fête, Ibiza, îles Baléares, Espagne.
- La capitale mondiale des gants, Saint-Junien, France.
- La capitale mondiale de la gastronomie, Lyon, France ; Tokyo, Japon.
- La capitale mondiale du ginseng, Geumsan, Corée du Sud ; Wausau, États-Unis.
- La capitale mondiale de la meulière, La Ferté-sous-Jouarre, France.
- La capitale mondiale des gratte-ciel, Chicago, Illinois, États-Unis.
- La capitale mondiale de l'hiver, Québec, province de Québec, Canada.
- La capitale mondiale du luxe, Paris, France.
- La capitale mondiale du jeu, Las Vegas, Nevada, États-Unis.
- La capitale mondiale du mariage, Las Vegas, Nevada, États-Unis.
- La capitale mondiale de la mode, Paris, France.
- La capitale mondiale de la motoneige, Valcourt, Québec, Canada.
- La capitale mondiale du nickel, Grand Sudbury, Ontario, Canada.
- La capitale mondiale de l'opale, Coober Pedy, Australie-Méridionale, Australie.
- La capitale mondiale du parfum, Grasse, France.
- La capitale mondiale de la saucisse de choux, Arconsat, France.
- La capitale mondiale de la soie, Côme, Italie ; Lyon, France ; Varanasi, Inde.
- La capitale mondiale du thé, Darjeeling, Inde.
- La capitale mondiale du thé vert, Hangzhou, Chine ; Shizuoka, Japon ; Sendai, Japon.
- La capitale mondiale du vin, Bordeaux, France.

- Le royaume de la banane, au Lorrain, Martinique, France.

## Lieu de naissance
Certaines communes sont surnommées d'après la création, le développement d'une invention, industrie, d'un phénomène qui s'y est déroulé ; comme par exemple Saint-Dié-des-Vosges, « marraine cartographique de l'Amérique ».

## Surnoms comptables
- La ville aux deux collines, Lyon par référence à celles de Fourvière et de la Croix-Rousse.
- La ville aux trois roses, Grenoble.
- La Tri-Ville ou Tricité (Trójmiasto), Gdańsk, Gdynia, Sopot.
- La ville aux cinq clochers, Tournai dont quatre sans cloche (et pas 4 cents cloches).[Comment ?]
- La ville des quatre reines, Forcalquier.
- La cité aux sept collines, Rome.
- La ville aux sept collines, Besançon, Nîmes, Tulle, Saint-Étienne, Yaoundé.
- La ville aux sept viaducs, Souillac[5].
- La ville aux cent clochers, Rouen, Arras, Caen, Poitiers, Dijon, Liège, Montréal, Vienne, Prague, Bratislava, Ascoli Piceno.
- La ville aux cent cheminées[6], Mulhouse.
- La cité des mille lumières, Montréal, Paris.
- La ville des mille coupoles, El-Oued (Algérie).

## Surnoms comparatifs
D'autres communes sont surnommées en comparaison d'une autre ville réputée :
- la Chamonix marocaine ou « la Suisse marocaine » - Ifrane, Maroc ;
- la Gibraltar du Nord - la ville de Luxembourg.

### Athènes
- l'Athènes de l'Ouest : Angers en France.
- L'Athènes du genre gothique : Rouen en France.
- L'Athènes du Nord : Liège en Belgique ; Édimbourg en Écosse et Valenciennes en France.
- L'Athènes normande : Caen en France.
- L'Athènes des Gaules : Marseille en France.
- L'Athènes de Sibérie[7] ou l'Athènes de la Sibérie[8] : Tomsk en Russie.

### Berlin
- la Berlin des Balkans : Belgrade en Serbie[9].
- Le nouveau Berlin : Charleroi en Belgique.
- « Klein-Berlin » (« le petit Berlin »): Mödlareuth en Allemagne.

### Chicago
- La Chicago française : Marseille, France ;
- le petit Chicago : Toulon, France (dans les années 1950 et 1960) ;
- le petit Chicago : Gatineau, Québec, Canada ;
- Chicagre, le Chicago alpin, Chicago-sur-Isère : Grenoble, France.

### Essaouira
- Le Saint-Malo marocain;
- le Concarneau marocain (comme d'autres villes fortifiées, en particulier de bords de mer).

### Florence
- La Florence du Nord ou la Florence de l'Elbe : Dresde en Allemagne.
- La Florence provençale : Aix-en-Provence, et en France.
- La Florence du Sud : Lecce en Italie.

### Manchester
- la Manchester française : Mulhouse et Roubaix en France.
- La Manchester finlandaise ou la Manchester du Nord : Tampere en Finlande.

### Marseille
- le petit Marseille : Brignoles, dans le Var en France.

### Nice
- la Nice du Nord : Wiesbaden en Allemagne ; Dinard, au confinements de la Bretagne, comme d'autres stations balnéaires septentrionales.
- Le Nice havrais : Sainte-Adresse.

### Palmyre
- La Palmyre du Nord : Saint-Pétersbourg, Russie.

### Paris
- Le Paris balte : Riga, Lettonie.
- Le Paris de l'Orient : Shanghai.
- Le Petit Paris de l'Algérie : Oran et Sidi Bel Abbès.
- Le Paris de l'Amérique latine : Buenos Aires, Argentine.
- Le Paris des tropiques : Manaus, Brésil.
- Le petit Paris des Balkans : Bucarest, Roumanie.
- Le petit Paris du Pacifique : Nouméa, Nouvelle-Calédonie.
- Le Paris du Nord : Tromsø, Norvège.
- Le Paris des Pays-Bas :  Maastricht, Pays-Bas.

### Rome
- La Rome protestante : Genève, Suisse.
- La Rome calviniste :  Debrecen, Hongrie.
- La Rome du Nord : Trèves, Allemagne.
- La Rome française - Nîmes, France ; Avignon France.
- La deuxième Rome : Istanbul, Turquie.
- La troisième Rome : Moscou, Russie.

### Venise
- la Venise alsacienne : Colmar en France ;
- la Venise comtadine ou la Venise provençale : L'Isle-sur-la-Sorgue ;
- la Venise chinoise ou Venise d'Asie : Suzhou, en Chine. Venise est jumelée avec Suzhou ;
- la Venise de l'Orient : Bangkok en Thaïlande ; Yanagawa et Osaka, Japon ;
- la Venise de l'Ouest : Nantes (Loire-Atlantique), jusqu'aux comblements[Lesquels ?] des années 1930 ;
- la Venise de la Brie : Crécy-la-Chapelle en France ;
- la Venise de la Baltique : Saint-Pétersbourg en Russie ;
- la Venise des Alpes ou la Venise savoyarde : vieille ville d'Annecy en France ;
- la Venise du Berry : Argenton-sur-Creuse en France[10] ;
- la Venise du Gâtinais : Montargis en France.
- la Venise du Languedoc ou la Venise du Sud : Sète (Hérault)[11] ;
- la Venise du Mali : deux villes maliennes se disputent ce titre, Djenné et Mopti ;
- la Venise du Nord : Amsterdam et Giethoorn aux Pays-Bas ; Bruges en Belgique ; Saint-Pétersbourg en Russie, Stockholm en Suède, voire Strasbourg en Alsace ;
- la Venise du Nouveau Monde : Tenochtitlan, ancienne capitale aztèque et ancienne ville de Mexico ;
- la Venise du Périgord : Brantôme[12] ;
- la Venise gardoise : Goudargues en France ;
- la Venise normande : Caen et Pont-Audemer en France ;
- la Venise provençale ou Venise française : Port Grimaud en France ;
- la Venise provençale : Martigues (surnom immortalisé par la chanson de Fernand Sardou Adieu, Venise provençale) ;
- la Venise verte : Niort et le Marais poitevin ;
- la petite Venise : Clisson, Châlons-en-Champagne et Colmar, en France ;
- la petite Venise comtoise : Ornans en France ;
- la petite Venise de l'Ouest : La Ferté-Bernard en France ;
- la petite Venise du Nord : Amiens (hortillonnages, Saint-Leu) et Saint-Omer en France ;
- la Venise eurélienne : Bonneval en France ;
- la Venise bressane : Pont-de-Veyle en France[13] ;
- la Venise de l'Orient : Bassorah en Irak[14].

### Washington
- La petite Washington du Nord : Arvida au Québec, Canada ;
- la Washington d'Europe : Bruxelles, Belgique.

## Personnalités, héros du folklore
D'autres communes sont surnommées en fonction d'une personnalité y ayant vécu, y étant née, s'y étant illustrée, etc. :
- Aix-la-Chapelle, la cité de Charlemagne ;
- Angers, la ville du roi René ;
- les cités des demoiselle[s] d'Armentières, Line Renaud, et d'Avignon, Mireille Mathieu ;
- Aubagne → la cité de (Marcel) Pagnol ;
- Avignon, la cité des papes ;
- Bordeaux, la cité de Montaigne, Montesquieu, etc. ;
- Bourges, la cité de Jacques Cœur ;
- Broons, la cité de du Guesclin ;
- Chantilly, la cité des Condé ;
- Charleville-Mézières → la cité d’Arthur Rimbaud[15] ;
- Château-Thierry, la cité de La Fontaine ;
- Dijon, la cité du chanoine Kir ;
- Dunkerque → la cité de Jean Bart ;
- Florence, la cité des Médicis ;
- Gentilly, la cité de Robert Doisneau ;
- Laval (Mayenne, Maine historique, Pays de la Loire, France), la cité d'Ambroise Paré, du douanier Rousseau, d'Alain Gerbault, Robert Buron, Robert Tatin, Obameyang ;
- Lisieux, Alençon, Avila, les cités thérésiennes (en référence à Sainte Thérèse de Lisieux et sa famille Martin-Guérin, et à sa sainte patronne Thérèse d'Avila) ;
- Lourdes et autres cités mariales ;
- Mâcon, la cité de Lamartine ;
- Meaux, la cité de Bossuet ;
- Milan, la cité des Sforza ;
- Nancy, la cité des Leszinski ;
- Orléans → la cité johannique (en référence à Jeanne d'Arc ; cf. Patmos, l'île johannique, en référence à Saint Jean, y auteur supposé de l'Apocalypse la plus connue ; ou le Jourdain, fleuve johannique en référence à Saint Jean le Baptiste, y baptisant) ;
- Reims, la cité de Saint Rémi, cité royale avec Saint-Denis, Versailles, les communes des châteaux de la Loire, Dreux, etc. ;
- Rouen, la cité des  frères Corneille ;
- les cités de mineurs, Saint-Étienne, Lens (de corons), Le Creusot, Montceau les Mines, Sarreguemines, etc. ; de salines ; industrielles, automobiles (Boulogne-Billancourt, Poissy, Flins, Wolfsburg, etc.), des métallos ;
- Saint-Malo → la cité corsaire (de Surcouf, Duguay-Trouin, Jacques Cartier, Mahé de La Bourdonnais, Châteaubriand...) ;
- Saint-Pétersbourg, la ville de Pierre le Grand ;
- Vaux-le-Vicomte, la cité de Nicolas Fouquet ;
- Genève → la cité de Calvin ;
- Venise, la cité des Doges ;
- Vienne, capitale des Habsbourg ;
- sans compter les communes de saints "fondateurs", d'anciens chefs politiques (Étienne Marcel à Paris) et élus, notamment aux destins nationaux ; de dirigeants, entraîneurs, joueurs et surnoms d'équipes et supporteurs de football (l'abbé Deschamps et Guy Roux à Auxerre, Bernard Tapie, etc. à Marseille, Jean-Michel Aulas à Lyon, les Dogues à Lille, les Aiglons à Nice, les Canaris à Nantes, les Girondins à Bordeaux, les Sang et or à Lens, les Verts à Saint-Étienne, les Merlus à Lorient, etc.)...

## Liste non exhaustive

### Asie
- Hô Chi Minh-Ville (anciennement Saïgon)
  - La perle de l'Extrême-Orient
- Bangkok
  - La Venise de l'Orient, la cité des anges

#### Villes deChine
- Canton
  - cité des 5 béliers
- Hong Kong
  - La perle de l'Orient
- Shanghai
  - Le Paris de l'Orient

#### Villes d'Inde
- Jaipur
  - La ville rose
- Jaisalmer
  - La ville jaune
- Jodhpur
  - La ville bleue
- Pushkar
  - La ville sainte

#### Villes duJapon
- Kyoto
  - La ville aux mille temples[16]
- Osaka
  - Le garde-manger de la nation
  - La Venise de l'Orient

### Asie MineureetProche-Orient

#### Villes d'Irak
- Bagdad
  - La ville des Mille et une nuits

#### Villes d'Israël
- Jérusalem
  - La ville trois fois sainte (des trois grands monothéismes) ; la Ville sainte
  - La ville de cuivre et d'or
  - La cité de David
- Safed
  - La ville bleue des kabbalistes[17]
- Tel Aviv-Jaffa
  - La ville sans pause
  - La ville où l'on ne dort jamais
  - La ville blanche
  - La bulle

#### Villes deJordanie
- Pétra
  - La cité de grès rose

#### Villes duLiban
- Baalbek
  - le chef-d'œuvre romain
- Beyrouth
  - Paris de l'Orient
  - La ville qui refuse de disparaître
  - La ville qui ne meurt pas
- Byblos
  - le berceau de l'écriture

#### Villes deSyrie
- Damas
  - la perle de l'Orient
  - le grain de beauté sur la joue du monde[18]
- Bosra
  - la perle noire
- Homs
  - la ville aux pierres noires[19]
- Palmyre
  - la perle du désert
- Alep
  - la Manchester du Moyen Orient (comme centre industriel de la Syrie)

#### Villes deTurquie
- Bursa
  - La ville verte
- Antioche
  - couronne de l'Orient
- Istanbul
  - La Magnifique
  - La Sublime Porte
  - La Porte du Bonheur
  - La Nouvelle Rome
- İzmir
  - La perle de l'Ionie

### Afrique

#### Villes d'Afrique du Sud
- Le Cap
  - The Mother City (la ville mère)
- Port Elizabeth
  - The Friendly City (la ville sympa)
  - The Windy City (la ville venteuse)
- Pretoria
  - la ville des Jacarandas

#### Villes d'Algérie
- Alger
  - El Beida (la blanche)
  - El Bahdja (la joyeuse)
  - Icosium
  - Mezghenna
  - La ville de Sidi Abderrahmane
  - El Mahroussa (La bien gardée, avant l'invasion française)
  - El Assima (la capitale)
  - La Mecque des révolutionnaires (d'après Che Guevara)[réf. nécessaire]
- Annaba
  - La coquette
- Batna
  - La capitale des Aurès
- Béjaïa
  - Bougie
  - La petite Kabylie
- Biskra
  - La reine des Zibans
- Blida
  - La ville des roses
  - La capitale de l'orange
- Bou-Saâda
  - La cité du bonheur
- Constantine
  - La ville des ponts suspendus
  - La ville du savoir et des savants (en arabe مدينة العلم والعلماء)
  - La ville de la passion et du grand air (en arabe : مدينة الهوى والهواء)
  - La Jérusalem du Maghreb (surnom historique à l'époque où la population juive était importante[20],[21])
- El-Oued
  - La ville aux mille coupoles
- Guelma
  - La ville du 8 mai 45
- Oran
  - El Bahia
  - La ville de Sidi el Houari
  - La capitale du raï
- Mascara
  - La ville de l'émir Abdelkader
- Sétif
  - El Ali (le haut)
  - la capitale des hauts-plateaux
  - la ville de Sidi El Kheir
  - la capitale commerciale
- Skikda
  - la capitale de la fraise
- Timimoun
  - l'oasis rouge
- Tizi Ouzou
  - La grande Kabylie
- Tlemcen
  - La perle du Maghreb
  - la ville de Sidi Boumédiène
  - la ville d'art et d'histoire (selon Georges Marçais)
  - La Jérusalem du Maghreb (pour les Juifs)

#### Villes duCameroun
- Yaoundé
  - La ville aux sept collines

#### Villes de laRépublique du Congo
- Brazzaville
  - Brazza la Verte
- Pointe-Noire
  - Ponton la Belle

#### Villes de laRépublique démocratique du Congo
- Kinshasa
  - Kin la Belle
  - Kin la poubelle (en référence à la précédente appellation et à l'état d'insalubrité de la ville)
- Lubumbashi
  - la cité du cuivre

#### Villes deCôte d'Ivoire
- Abidjan
  - le Manhattan des tropiques[22]
  - ou plus précisément Le Plateau, surnommé aussi Le Petit Manhattan ou Le Petit Paris
  - Baby (en référence à la ville antique de Babylone décrite dans la Bible comme la ville du péché)

#### Villes d'Égypte
- Alexandrie
  - La perle de Méditerranée
  - La fiancée de la Méditerranée
- Le Caire
  - La ville aux mille minarets

#### Villes duMali
- Tombouctou
  - la Perle du désert

#### Villes duMaroc
- Azrou
  - La capitale de l'Atlas
- Casablanca
  - La City
  - La ville blanche
  - La Blanche ou Casablanca la blanche
- Chefchaouen
  - La ville bleue
  - La Bleue ou Chefchaouen la bleue
- Dakhla
  - La villa Cisneros
- Al Hoceïma
  - Villa Sanjurjo (en référence au général espagnol Sanjurjo)
  - Viya (diminutif de "Villa Sanjurjo")
  - La Perle de la Méditerranée
- El Jadida
  - Mazagan
- Essaouira
  - La cité des Alizés
  - La mariée de l'Atlantique
  - La ville des pêcheurs
  - La Bien Dessinée (nom littéral en arabe)
  - La Charmeuse
  - La Ville blanche
  - La Ville des Arts
  - La Cité vénérable
  - La Baraka Gnawia
  - Le port de Tombouctou
  - Le Vauban de l'Afrique
  - The Wind City (la ville du vent)
  - Mogador
- Fès
  - La raffinée
  - La prestigieuse
  - La Ville essentielle
  - La capitale spirituelle
  - l'Athènes de l'Afrique
  - La Perle du monde arabe
  - La Florence de l'Afrique
  - La ville impériale
- Ifrane
  - La Suisse marocaine
  - La Chamonix marocaine
- Laâyoune
  - La ville des sources
  - La capitale du sud
- Marrakech
  - La ville des Sept Saints
  - La perle du Sud
  - La cité ocre
  - La Ville Rouge ou Marrakech la rouge
  - L'Almoravide
  - La Mosaïque du monde
  - La Porte du Sud
  - La capitale touristique
- Meknès
  - la ville de Moulay Ismaïl
  - Meknes l'Ismaélienne
  - Meknes des Oliviers
- Moulay Idriss Zerhoun
  - La ville sainte

- Rabat
  - La ville lumière
  - Les villes jumelles (avec Salé)
  - Le Camp de la Victoire ou Rabat la victorieuse

- Safi
  - Little Morocco

- Salé
  - Les villes jumelles (avec Rabat)
- Tanger
  - La Perle du détroit
  - La Mariée du Nord
  - La Perle du Nord
  - La Ville des Ambassadeurs
  - La Porte de l'Atlantique
  - La Capitale du détroit
  - La Haute ou Tanger la haute
- Tétouan
  - La Colombe Blanche
  - La Petite Jérusalem
- Agadir
  - La ville de la baie

#### Villes duSénégal
- Gorée
  - La Porte de L'aller sans retour (en référence à la traite négrière)

#### Villes duTchad
- Sarh
  - La ville verte

#### Villes deTunisie
- Carthage
  - La Cité punique
  - La Rivale de Rome
- Le Bardo
  - La capitale beylicale
- Monastir
  - La ville de Bourguiba
  - La ville étudiante
- Sfax
  - La Capitale du Sud
- Sousse
  - La Perle du Sahel

#### Villes duTogo
- Atakpamé
  - La ville aux sept collines
- Lomé
  - Lomé la Belle

### Europe

#### Villes d'Allemagne
- Berlin
  - La Ville grise
- Bonn (lorsqu'elle était capitale de l'Allemagne de l'Ouest)[23].
  - Le village fédéral
  - La cloche à fromages
  - Le vaisseau spatial
- Dresde
  - Florence sur l'Elbe
- Hambourg
  - La porte du monde (en référence à son statut de fondateur de la Ligue Hanséatique, ainsi qu'à sa devise "Tor zur Welt" (Entrée sur le monde) et à son important port, le Hamburger Hafen)
- Ludwigsbourg
  - Le Versailles souabe
- Lübeck
  - La ville aux 7 tours (en référence aux sept tours des cinq églises principales, conférant à la ville une silhouette unique)[24]
  - La Reine de la Hanse (du fait de son statut de capitale de la ligue hanséatique)
- Munich
  - La capitale secrète de l'Allemagne
- Ratisbonne
  - La ville la plus septentrionale d'Italie
- Trèves
  - La Rome du Nord
- Weimar
  - L'Athènes allemande
- Wiesbaden
  - La Nice du Nord

#### Villes d'Autriche
- Vienne
  - L'impériale
  - La ville verte
  - La capitale de la musique
- Innsbruck
  - La capitale des Alpes

#### Villes deBelgique
- Andenne
  - La cité des ours
- Anvers
  - Le port
  - La ville du diamant
- Ath
  - La cité des géants
  - La capitale du pays vert / des collines
- Bruges
  - La Venise du Nord
- Bruxelles
  - La Capitale
  - La capitale de l’Europe
  - La capitale de la bande dessinée
- Charleroi
  - capitale du Pays noir (« Pays noir » étant l'ancienne dénomination du Pays de Charleroi).
- Dinant
  - La ville Citadelle
- Durbuy
  - La plus petite ville du monde
- Ecaussinnes
  - Cité de l'amour
- Gand
  - La Cité des comtes
- Huy
  - La cité des postainiers
- La Louvière
  - La cité des Loups
- Liège
  - La Cité Ardente,
  - La Cité des Princes évêques
  - la ville aux 100 clochers
  - l'Athènes du Nord
  - Le Petit Paris
  - La petite France des bords de Meuse (Jules Michelet)
  - Un petit coin de France perdu en Belgique (Alexandre Dumas)
  - la ville de Tchantchès et Nénesse
- Louvain-la-Neuve
  - La capitale mondiale de la guindaille
  - La ville estudiantine
- Mons
  - La cité du Doudou
- Mouscron
  - La cité des Hurlus
- Ostende
  - la Reine des plages
  - La Perle de la mer du Nord
- Péruwelz
  - la Cité des sources
- Redu
  - Le village du livre
- Schaerbeek
  - La cité des ânes
- Seraing
  - La cité du fer
- Soignies
  - La cité de Saint-Vincent
- Spa
  - La Perle des Ardennes
  - La cité thermale
- Tournai
  - La ville aux cinq clochers (dont quatre sans cloche)
- Verviers
  - la cité de la laine
- Visé
  - La cité des oies
- Wavre
  - La cité du Maca

#### Villes deCroatie
- Dubrovnik
  - La perle de l'Adriatique ;
- Opatija
  - La Nice autrichienne (la Croatie a fait partie de l'Autriche-Hongrie jusqu'en 1918, d'où le surnom donné à cette station balnéaire).

#### Villes d'Espagne
- Barcelone
  - La cité comtale
- Cadix
  - La Petite tasse d'argent
- Cordoue
  - La capitale andalouse (du fait de son statut de capitale du Califat andalou)
- Madrid
  - La capitale du Royaume
  - La Ville et la Cour
  - Le Forum
- Saint-Sébastien
  - La Belle Easo
- Séville
  - La perle de l'Andalousie
- Tolède
  - La cité impériale
  - La ville aux trois cultures

#### Villes deFrance
- Agde
  - La perle noire de la Méditerranée
  - La ville grecque
  - La cité de l'Éphèbe[25]
- Aix-en-Provence
  - La Florence provençale
  - La ville aux mille fontaines
  - La capitale du calisson
  - La capitale des comtes de Provence
- Ajaccio
  - la Cité impériale (à titre de ville natale de Napoléon Ier)
- Albi
  - La rouge
- Alençon
  - La belle endormie
  - La perle du Brassica rapa
- Amiens
  - La capitale picarde
  - La petite Venise du Nord
- Anduze
  - La porte des Cévennes
- Angers
  - l'« Athènes de l’Ouest » (surnom du XIXe siècle, en référence à son université, ses grandes écoles et ses cercles culturels)[26],[27],[28] ;
  - la « Ville des fleurs », dès le Second Empire[29], tel que le rapportait déjà Élisée Reclus en 1877[30] ;
  - la « Ville verte » (en référence à ses industries du végétal et de ses très nombreux parcs)[31] ;
  - « Angers la Blanche » (en référence à ses façades en tuffeau) ou « la Noire » (avec ses maisons aux toits en ardoise[32]).
- Angoulême
  - Le balcon du Sud-Ouest
  - La capitale de la bande dessinée
- Annecy
  - La Venise savoyarde ou alpine
  - La petite Rome savoyarde[33]
- Argenton-sur-Creuse
  - La Venise du Berry[34]
- Aubagne
  - La cité de (Marcel) Pagnol
- Aubusson
  - La capitale de la tapisserie

- Aurillac
  - La cité géraldienne[35] (en référence à Saint-Géraud fondateur de l'abbaye d'Aurillac)

- Avignon
  - La cité des Papes[36] (Rome française ou provençale)
  - L'Isle sonnante
- Barjols
  - Le Tivoli de la Provence
- Bar-le-Duc
  - La Belle Endormie
  - Le Petit Paris
- Beaune
  - La capitale des vins de Bourgogne
- Belfort
  - La Cité du Lion
- Belle-Île
  - La Bien Nommée
- Besançon
  - La capitale du temps
  - La ville verte
  - Chrysopolis
  - La Boucle
- Béthune
  - La cité de Buridan
- Biarritz
  - La reine des plages et la plage des rois
- Binic
  - Le grain de beauté des Côtes-d'Armor
- Bordeaux
  - La belle endormie
  - La perle d’Aquitaine
  - Le petit Paris
  - La cité des merveilles
  - Le port de la Lune
- La Bouille
  - Perle de la Seine[37]
- Bourg-en-Bresse
  - La capitale du poulet (en référence à la poule de Bresse AOC élevée dans la région)
- Bourges
  - La ville des nuits lumières
- Bourron-Marlotte
  - La perle du Gâtinais[38]
- Brest
  - La cité du Ponant
- Brive-la-Gaillarde
  - La cité gaillarde
  - Le riant portail du Midi
- Cabourg
  - La Reine des Plages (selon Marcel Proust)
  - La Romantique
  - La ville de Proust
- Caen
  - L’Athènes normande
  - La Venise normande (lorsque la Noë, le Grand et le Petit Odon traversaient encore la ville)
  - La ville aux cent clochers
  - La cité de Guillaume le Conquérant
  - La cité des Deux-Abbayes
- Cambrai
  - La ville aux trois clochers
- Cannes
  - La Cité des festivals
  - La cité du luxe
  - La perle des palaces
- Carvin
  - La ville des marchés
- Caussade
  - La cité du chapeau
- Cavaillon
  - La capitale du melon
- Châlons-en-Champagne
  - La petite Venise (à cause des nombreux cours d’eau qui traversent la ville)
- Chambéry
  - La cité des Ducs (Chambéry était le lieu de résidence de la maison de Savoie de 1329 à 1562, qui accueillait sa cour au château des ducs de Savoie)
- Chamonix-Mont-Blanc
  - La capitale mondiale de l’alpinisme[39]
- Cholet
  - La ville des mouchoirs
- Clermont-Ferrand
  - La métropole des Arvernes
  - Le diamant noir
- Compiègne
  - La ville impériale
- Dax
  - capitale du thermalisme
- Deauville
  - le 21e arrondissement de Paris
  - Paris sur mer
  - La Cannes du Nord
- Dieppe
  - La capitale du cerf-volant
  - La ville aux quatre ports
- Dijon
  - La belle endormie
  - La capitale des ducs de Bourgogne[40]
  - La cité des Ducs
  - La ville aux cent clochers[41]
- Douai
  - La cité des Géants (en référence aux géants portés, Gayant, Marie Cagenon et leurs enfants, emblèmes de la ville)
- Dôle
  - La petite Venise jurassienne[42]
- Dunkerque
  - La cité de Jean Bart
- Épernay
  - La capitale du champagne
- Fayl-Billot
  - La capitale de l’osiériculture et de la vannerie
- Gap
  - La capitale douce
- Genêts
  - La grande cité des marées (car située en bordure de la baie du Mont Saint-Michel)
  - La belle et majestueuse Normande
  - L’écrin du Mont Saint-Michel
  - La Gênes du Nord
- Gérardmer (Vosges)
  - La Perle des Vosges
- Giverny (Eure)
  - Le village des peintres[43]
- Granville (Manche)
  - Le Monaco du nord
- Gray
  - Gray-la-jolie[44]
- Grenoble
  - La capitale des Alpes
- Gujan-Mestras
  - La ville aux sept ports
- Honfleur
  - La perle de la Côte Fleurie
  - La cité des peintres
- L'Île-Rousse
  - La Cité paoline (en raison de sa création par Pascal Paoli)
- Indre
  - Cité des trois îles[45]
- La Ferté-Bernard
  - La (petite) Venise de l’Ouest
- La Rochelle
  - La Ville blanche
  - La Porte océane
- Landerneau
  - La cité de la lune
- Laon
  - La montagne couronnée
- Le Havre
  - La porte océane
  - La ville aux mille cheminées
- Le Mans
  - Capitale internationale du sport automobile
  - Le Berceau de l'Automobile moderne
  - La ville où chaque 24 heures compte plus qu'ailleurs
  - Capitale de l'empire Plantagenêt
  - La Ville Verte
  - La Ville Rouge
  - L'enceinte gallo-romaine
  - Capitale des Rillettes
- Le Mont-Saint-Michel
  - La Perle de l'Occident
- Le Touquet-Paris-Plage
  - Arcachon du Nord[46]
  - Jardin de la Manche[47].
  - Perle de la Côte d'Opale[48]
  - Paradis des sports[49].
  - Station des quatre saisons[50].
- Lège-Cap-Ferret
  - Le Saint-Tropez de l'Atlantique[51]
- Lens
  - La ville des mineurs
  - La ville du Racing
- Les Sables-d'Olonne
  - La Perle de la Côte de Lumière
- Lille
  - La capitale des Flandres
  - La cité nordiste
  - La Métropole
- Limoges
  - La capitale de la porcelaine
  - La ville rouge
  - La capitale des arts du feu
  - La métropole limousine
- Lognes (Seine-et-Marne)
  - La ville du Dragon
- Lorient
  - La ville aux cinq ports
- Lourdes
  - La cité mariale
- Bagnères-de-Luchon
  - La Reine des Pyrénées
- Lunéville
  - Le Versailles lorrain ou le Petit Versailles lorrain
- Lure
  - La cité du Sapeur[52]
- Lyon
  - La préfecture ou capitale des Gaules (grandeur de Lugdunum sous l'Empire romain)[53]
  - La ville des lumières (dû à sa très célèbre fête des lumières ou des gones du 8 décembre, et une des villes berceaux du cinéma -avec La Ciotat, voire Paris et à Los Angeles Hollywood -, des frères Lumière, et du festival Lumière des Lyonnais Thierry Frémaux et Bertrand Tavernier).
  - La capitale mondiale de la gastronomie
  - La ville aux 2 collines (Fourvière et Croix-Rousse) et La ville aux 2 fleuves (Rhône et Saône)
  - La capitale de la Résistance
  - La cité des gones (enfants, en patois lyonnais)
- Marseille
  - la cité phocéenne (l’antique Massalia a été fondée par Phocée)
  - la Ville sans Nom (sous la Révolution)
  - la Chicago française, surtout dans les années 1930 quand le grand banditisme y faisait rage.
  - l'Athènes des Gaules, surnom donné par Cicéron à la ville antique de Massalia.
  - la Porte de l'Orient
  - la ville rebelle
- Martel
  - La ville aux sept tours
- Martigues
  - La Venise provençale
- Maubeuge
  - La ville au clair de lune (chantée par Bourvil)
- Menton
  - La perle de la France (Élysée Reclus, Nouvelle Géographie universelle)[54]
  - La cité du citron
- Metz
  - capitale de la mirabelle
  - La ville-jardin
  - La ville-lumière
  - La belle endormie (dans les années 2000)
- Mimizan
  - La perle de la Côte d'Argent
- Montanay
  - La ville du puits
- Mont-de-Marsan
  - La ville aux trois rivières
- Le Mont-Saint-Michel
  - la Merveille (de l’Occident)
- Montargis
  - la Venise du Gâtinais
- Montbéliard
  - la Cité des Princes
- Montpellier
  - La surdouée (slogan publicitaire de la municipalité dans les années 1980)
  - Le Clapas (en langue d'oc lou clapas, « lieu pierreux », car bâtie sur une colline rocheuse, le mont pelé)
- Montreuil (Seine-Saint-Denis)
  - le petit Bamako (présence d’une communauté malienne)
- Mortagne-au-Perche
  - capitale du boudin noir
- Mougins
  - Le Neuilly de la Côte d'Azur
- Mulhouse
  - La Cité du Bollwerk[55], du nom d'une tour vestige d'avant l'industrialisation.
  - La Capitale Européenne des Musées Techniques[3], en raison du nombre de musées industriels de dimension internationale que la ville compte.
  - La Manchester française[56], car Mulhouse était un des plus grands pôles industriels d'Europe.
  - La ville aux cent cheminées[6], en raison des anciennes cheminées d'usines en briques rouges qu'on pouvait voir dans toute la ville.
  - La Ville grise (péjoratif, après la désindustrialisation)
- Nancy
  - La capitale des ducs de Lorraine
  - La Cité Ducale
  - La Ville aux Portes d’Or (référence aux portes dorées de la Place Stanislas)
- Nantes
  - la Venise de l’ouest (jusqu’aux comblements des années 1930)
  - la cité des Ducs (la préposition « de Bretagne » est parfois ajoutée, mais pas systématiquement)
  - la Belle endormie
  - la Reine des magnolias
- Nice
  - Nissa la bella (en niçard
  - la capitale azuréenne
  - la capitale de la Riviera
  - la Cité des Anges[57]
  - la ville des fleurs[58], la reine des fleurs[59]
- Nîmes
  - La Rome française
  - La cité des Antonins
- Niort
  - La porte de la Venise verte
- Noirmoutier-en-l'Île
  - L’Ile aux mimosas
- Orléans
  - La cité johannique (délivrée des Anglais le 8 mai 1429 par Jeanne d'Arc, les Orléanais lui restent fidèles depuis)
- Oyonnax
  - capitale de la plasturgie
- Paris
  - La Ville Lumière
  - La ville aux cent villages
  - Paname (familier)
  - Babylone
  - Pantruche (terme d'argot provenant du nom de la cité limitrophe de Pantin)
  - La cité de l’amour
  - La plus belle ville du monde
  - La capitale de la mode, la capitale européenne de la mode ou la capitale mondiale de la mode
  - la capitale de la création
- Paimpol
  - La cité des Islandais
- Perpignan
  - La belle Catalane
  - Fidelissima
- Ploërmel
  - La cité ducale
- Plombières
  - la ville aux mille balcons[60]
- Poitiers
  - La romane
  - La plus petite des grandes villes
  - La ville aux cent clochers
  - La ville aux trois « S » (sainte, savante, saine)
- Pont-Audemer
  - Le Venise normande
- Pontarlier
  - la capitale du Haut-Doubs[61]
- Porto-Vecchio
  - la Cité du sel (en raison des anciennes salines, toujours visibles)
- Le Raincy
  - le Neuilly de la Seine-Saint-Denis
- Quimper
  - la capitale de Cornouaille
- Reims
  - La Cité des Sacres
  - La Cité des Rois
  - La Belle Endormie
  - Le Sourire de l'Europe
- Rennes
  - Roazhon la rouge (couleur des briques plates encore visibles de l'antique muraille de Condate)
  - Rock'n Roll City (surtout jusqu'en 1995), du fait des Transmusicales chaque début décembre, et d'une nouvelle vague d'artistes émergés de là dans les années 1980 (Marquis de Sade, Daho, Niagara...)
- Roscoff, la cité des johnnies, marchands d'oignons vers l'outre-Manche
- Roubaix
  - le Manchester français
  - La ville aux mille cheminées
- Rouen
  - La ville aux cent clochers[62]
  - Good Apple
  - la capitale de Rollon
  - Le Hambourg de l’Ouest
  - Le pot de chambre de la Normandie[63]
  - La ville musée
  - L’Athènes du genre gothique[64]
- Royan
  - La perle de l'Atlantique
  - La ville la plus 50'[Quoi ?] de France
- Sainte-Adresse
  - le Nice havrais (par extension au quartier éponyme)
  - la petite Belgique normande
- Saint-Claude
  - la Capitale de la pipe
- Saint-Dié-des-Vosges
  - La Marraine de l’Amérique (à cause du Planisphère de Waldseemüller)
- Saint-Étienne
  - la Cité noire (à cause des mines de charbon)
  - la Ville verte (à cause de sa célèbre équipe masculine de football aux maillots verts)
  - La Ville aux sept collines
- Saint-Junien
  - la cité gantière
- Saint-Lô
  - La Capitale des ruines : victime des bombardements alliés en 1944 pendant la Libération, la ville fut détruite à plus de 70 %.
- Saint-Mandé (Val-de-Marne)
  - Le Neuilly de l’Est
- Saint-Malo
  - La cité corsaire
- Saumur
  - La perle de l'Anjou
- Sète
  - La Venise du sud
  - l'Île singulière
- Solliès-Pont
  - capitale de la figue
- Souillac
  - La ville aux sept viaducs[5]
- Strasbourg
  - la capitale de l'Europe
  - La capitale de Noël
- Thiers
  - capitale de la coutellerie
  - la cité coutelière
  - La ville noire
  - cité médiévale et coutelière
- Toulon
  - La vieille militaire
  - La ville des fontaines (en raison du nombre élevé[65] de sources qui jaillissaient dans la ville, située au pied d'une haute formation calcaire retenant les eaux de pluie)
  - Le port du Levant (par rapport à Brest, port du Ponant)
- Toulouse
  - La ville rose
  - La cité des violettes
  - La capitale du rugby (en France)
  - capitale occitane
  - Le pays de Cocagne (qui désigne en fait le Lauragais)
  - La capitale des Espagnols de France / capitale de l’exil républicain espagnol
- Tourcoing
  - La cité du Broutteux
- Tours
  - Le petit Paris[66]
  - la capitale des châteaux de la Loire
  - La terre des écrivains
  - La terre des artistes
  - La muse des artistes
  - Le jardin de la France (bien que ce surnom soit plus souvent utilisé pour parler de la Touraine en général)
- Truchtersheim
  - Le petit Monaco
- Uzerche
  - La perle du Limousin
- Valence
  - La porte du Midi
- Valenciennes
  - L'Athènes du Nord
  - la capitale du Hainaut
- Valognes
  - Le Versailles normand : nombreux hôtels particuliers des XVIIe et XVIIIe siècles[67]
- Vannes
  - la cité des Vénètes
- Vendegies-sur-Écaillon
  - La perle de l'Écaillon
- Vénissieux
  - La rebelle
- Verdun
  - la capitale de la paix
- Vergt (Dordogne)
  - La capitale de la fraise (depuis 1946)
- Vernon
  - Le Neuilly Normand
  - Les Portes de l’Eure
- Versailles
  - La ville royale
- Vesoul
  - La Nice de l'est[68]
- Vézelay
  - La colline éternelle
- Vichy
  - La Reine des villes d'eau

#### Villes deGrande-Bretagne
- Aberdeen
  - La cité du granite (The granite city)
- Birmingham
  - La deuxième cité (The second city)
- Bradford
  - La cité de laine (Woolopolis ; la cité avait une industrie de laine importante)
- Brighton
  - Londres sur la mer (London by the sea)
- Coventry
  - La cité des trois flèches (The city of three spires)
- Édimbourg
  - L'Athènes du nord (The Athens of the North)
  - La vieille fumeuse (Auld Reekies des Scots)
- Glasgow
  - La belle place verte (The Dear Green Place)
- Londres
  - Le melting pot anglais
- Liverpool
  - la ville des Beatles (avec Hambourg en Allemagne)
  - l'étang (The Pool)
- Manchester
  - La cité de coton (Cottonopolis ; la cité avait une industrie de coton importante)
  - Madchester (pour sa vie nocturne et sa scène rock)

#### Villes deGrèce
- Athènes
  - le berceau de la civilisation occidentale
  - la cité d'Athéna

#### Villes deHongrie
- Budapest
  - La perle du Danube
  - La Romantique

#### Villes d'Irlande
- Derry
  - La ville vierge
- Dublin
  - La ville aux mille et une portes colorées
  - La belle ville
- Galway
  - La ville des tribus
- Limerick
  - La ville du traité[Lequel ?]

#### Villes d'Italie
- Bologne
  - La rouge, l'érudite et la grasse (la rossa, la dotta e la grassa ; « rouge » aussi bien pour sa couleur politique historique, « érudite » pour son université ayant accueilli les plus grands intellectuels, et « grasse » puisqu'on y trouve les meilleures tables d'Italie)
  - la capitale des Tortellini
  - La ville aux deux Tours
- Bolzano
  - La porte aux Dolomites (partout dans le monde)
  - La Capitale des Alpes
  - La ville des vignobles (dans les pays germanophones)
  - La ville de Walther (Walther von der Vogelweide, dans les pays germanophones)
  - La Capitale de Noël (en Italie)
  - La Capitale du speck (jambon typique du Tyrol du Sud, dans les pays où le speck est connu)
  - L'allemande / La germanique (parce qu'elle est la capitale du Tyrol du Sud, la région la plus germanophone en Italie)
- Brixen (= Bressanone)
  - La ville de l'évêque (dans le Tyrol du Sud)
- Florence
  - La capitale des arts
  - La cité des nénuphars, cf. « voir Florence et mourir »
  - La cité du lys (à cause de la fleur de lys figurant sur son blason, et non en rapport direct avec le lys véritable)
- Gela : 
  - Mafiaville (à la fin du XXe siècle)
- Gênes
  - La Superbe,
  - L’Orgueilleuse
- Lecce
  - La Florence du Sud / La Florence baroque pour la richesse de l'architecture de style baroque du centre-ville
- Milan
  - La capitale mondiale de la mode
  - The Drinkable City
- Merano
  - La ville sur le Passer (la rivière qui traverse la ville, en Italie et dans les pays germanophones[Lesquels ?])
- Naples
  - La cité parthénopéenne
  - La cité du soleil
- Palerme
  - L'Heureuse
- Rome
  - La ville éternelle
  - La ville aux sept collines
  - La ville sainte
- Sanremo
  - La cité des fleurs
  - La cité des rêves
- Tivoli
  - La cité des délices
- Turin
  - La Cité des Quatre Rivières
  - La capitale de l’automobile
- Venise
  - La cité des Doges
  - La Sérénissime
  - La cité des amoureux
- Vicence
  - La cité d’or

#### Villes de Lituanie
- Vilnius
  - La Jérusalem du Nord

#### Villes duLuxembourg
- Luxembourg
  - La Gibraltar du nord

#### Villes desPays-Bas
- Alkmaar
  - la ville du fromage (à proximité de celle du gouda)
- Amsterdam
  - Venise du Nord
  - Mokum Alef (« lieu sûr », pour les Juifs en yiddish)
- Breda
  - la Perle du Sud (située au sud des Pays-Bas)
- La Haye
  - la ville de la Cour
- Maastricht
  - le Paris des Pays-Bas
- Rotterdam
  - la ville de la Meuse
- Utrecht
  - la ville du Dôme

#### Villes dePologne
- Cracovie
  - l'ancienne capitale des rois de Pologne
- Varsovie
  - Paris oriental
  - la ville-phénix
- Wrocław
  - La Venise polonaise
  - La petite Venise

#### Villes duPortugal
- Aveiro
  - La Venise portugaise
- Braga
  - La Rome portugaise
- Coimbra
  - La cité des étudiants ou des docteurs
- Evora
  - La Cité de Diane (à cause de son célèbre temple)
- Guarda
  - La Cité des 5 F : Farta, Forte, Fria, Formosa e Fiel (Riche, Forte, Froide, Belle et Fidèle)
- Lisbonne
  - La cité aux mille couleurs
  - La cité d'Ulysse
  - La reine du Tage
- Porto
  - L'invaincue
- Santarém
  - La capitale du gothique portugais

#### Villes deRépublique tchèque
- Ostrava
  - Cœur d'acier
- Prague
  - La mère des villes
  - La ville aux cent clochers

#### Villes deRussie
- Moscou
  - la Troisième Rome, la deuxième étant Constantinople
- Saint-Pétersbourg
  - La Venise du Nord (en raison du grand nombre de rivières et canaux)
  - Piter (Питер) (appelée familièrement par ses habitants)
  - Capitale du Nord (pour les Russes)
  - La Palmyre du Nord
- Tomsk
  - l'Athènes de Sibérie[7] ou l'Athènes de la Sibérie[8]
- Irkoutsk
  - Paris de Sibérie[69]

#### Villes deSuède
- Stockholm
  - La Venise du Nord

#### Villes deSuisse
- Berne
  - La ville des ours (toponyme)
  - La ville fédérale
- Genève
  - La Rome Protestante
  - La Cité de Calvin
  - La Ville du bout du Lac (Léman)
- Zurich
  - la capitale économique
- La Chaux-de-Fonds
  - La Métropole horlogère
  - La Tchaux
- Bienne
  - La Capitale horlogère
- La Brévine
  - La Petite Sibérie
  - La Sibérie de la Suisse
- Fribourg
  - La Cité des Zähringen
- Morges
  - La Coquette
- Moutier
  - La Cité Prévôtoise
- Lausanne
  - capitale olympique[70]
  - La Belle Paysanne
- Porrentruy
  - La Cité des Princes-Évêques
- Sierre
  - La cité du soleil
- Vevey
  - ville d'images
- Chevenez
  - capitale mondiale de la Saint-Martin

### Amérique du Nord

#### Villes duCanada

##### Alberta
- Calgary
  - La ville du Stampede
  - La ville aux troupeaux
  - La ville des cheikhs aux yeux bleus

##### Colombie-Britannique
- Surrey
  - La capitale de la disparition des automobiles en Amérique du Nord
- Vancouver
  - Venise du Canada
- Victoria
  - Londres du Pacifique

##### Ontario
- Grand Sudbury
  - La capitale du Nickel
- Toronto
  - La ville reine
  - Hogtown (à cause de son abattoir, hog « porc »)
  - Toronto the Good, ou « Toronto la sage », référence à la tradition conservatrice de la ville.
  - Hollywood North, faisant référence au fait que beaucoup de productions télévisuelles et cinématographiques nord-américaines sont tournées dans la ville.
  - The 6ix (ou the six) en référence aux six villes du GTA (Grand Toronto Area).
- Windsor
  - Tijuana nord
  - The City of Roses (La ville des roses)

##### Québec
- Amos
  - Le berceau de l'Abitibi[71]
- Berthier-sur-Mer
  - Capitale de la voile[72]
- Boucherville
  - La Venise du Canada[73]
- Dolbeau-Mistassini
  - Capitale mondiale du bleuet
- Drummondville
  - La capitale de la poutine
- Granby
  - La Princesse des Cantons de l'Est[74]
- Matane
  - capitale mondiale de la crevette[75]
- Montmagny
  - Capitale de l'Oie blanche[76]
- Montréal
  - La ville aux cent clochers[77] (ou aux mille clochers)
  - La ville des saints
  - La ville du péché
  - L'Amsterdam de l'Amérique du Nord
  - La Cité lumière[78]
  - Le réverbère[78]
  - La grande île[78]
  - La métropole
- Plessisville
  - Capitale de l'Érable[79]
- Québec
  - La Capitale de la Belle Province[78].
  - La Vieille Capitale
  - La Vieille ville
  - La capitale nationale
  - Le grand village[78]
  - La Belle ville[78]
  - La Ville des fonctionnaires[78]
  - Le Gibraltar de l'Amérique[80]
- Rimouski
  - Capitale océanographique du Québec[81]
  - Métropole du Bas-Saint-Laurent[82]
- Rougemont
  - Capitale de la pomme[83]
- Rouyn-Noranda
  - Capitale du cuivre[84]
- Saint-Hyacinthe
  - Capitale agroalimentaire du Québec[85]
- Saint-Jean-Port-Joli
  - Capitale de la sculpture sur bois[86]
  - Capitale de l'artisanat[87]
- Saint-Pacôme
  - La Capitale du roman policier[88]
- Saint-Pie
  - Capitale du meuble[89]
- Saint-Tite
  - Ville du cuir[90]
- Salaberry-de-Valleyfield
  - La Venise du Québec
- Sherbrooke
  - La Reine des Cantons de l'Est[91]
- Trois-Rivières
  - Cité de Laviolette[92]
  - Capitale mondiale des pâtes et papiers[93]
  - Capitale mondiale de la poésie[94]
- Victoriaville
  - Le berceau du développement durable au Québec
  - La Capitale de la poutine
- Warwick
  - La Capitale des fromages fins du Québec

#### Villes desÉtats-Unis
- Austin
  - The Live Music Capital of the World (la capitale mondiale de la musique live)
- Baltimore
  - Charm City
  - Mob Town
- Bay City
  - Mural City
- Bangor, Maine
  - The Queen City (la ville reine)
- Buford
  - Plus petite ville des États-Unis, vendue le 5 avril 2012. Population : 1.
- Boston
  - Beantown
  - The Walking City (la cité piétonne)
  - The City on the Hill (la cité sur la colline)
  - The Hub (le centre)
  - The Athens of America (l'Athènes de l'Amérique)
  - Puritan City (la ville puritaine en référence à ses fondateurs)
  - The Cradle of Liberty (le berceau de la liberté, en référence à l'insurrection anti-anglaise qui y débuta en 1776 et mena les États-Unis à l'indépendance)
- Buffalo
  - The Queen City (la ville reine)
- Charlotte, Caroline du Nord
  - The Queen City (la ville reine)
- Chicago
  - The Onion
  - The Pancake City (La ville-crêpe, en référence au relief plat de la ville)
  - The Windy City (La ville des vents)
  - The City in a Garden (La ville dans un jardin)
  - The Second City (Deuxième ville - fait référence à la reconstruction de la ville après le grand incendie de 1871 et au fait que Chicago ait occupé de 1890 à 1990 le deuxième rang des villes des États-Unis ès population)
  - La capitale mondiale des gratte-ciel
  - The House Music Capital of the World (La capitale mondiale de la house music)
  - The City of Big Shoulders (La ville aux larges épaules)
  - La capitale du crime (de 1925 à 1935)
- Cincinnati
  - The Queen City (la ville reine)
- Denver
  - The Mile-High City (la ville dont l'altitude est d'un mile)
- Détroit
  - La capitale mondiale de l'automobile (Motor City ou Motown)
  - Rock City
- Helena, Montana
  - The Queen City (la ville reine)
- Houston
  - The Space City (la ville de l'espace)
- Las Vegas
  - La cité aux mille tentations, ou la ville du péché (Sin City)
- Los Angeles
  - La cité des anges
  - The City by the Bay (« La Cité au bord de la Baie »)
- Minneapolis-Saint Paul
  - Les villes jumelles (The Twin Cities)
- La Nouvelle-Orléans
  - the Big Easy
- New York
  - La grosse pomme (Big Apple)
  - La ville qui ne dort jamais.
- Philadelphie
  - The City of Brotherly Love (la ville de l'amour fraternel)
- Pittsburgh
  - Steeltown (La ville de l'acier)
- Saint-Louis
  - Gateway City (gateway = passage, ouverture, entrée)
  - Gateway to the West
  - Mound City
- San Antonio
  - Alamo City
  - Countdown City
  - River City
  - Military City, USA[95]
  - 'Saytown’'
- San Francisco
  - The City by the Bay (la ville sur la baie)
  - Fog City (la ville brouillard)
- Seattle
  - The Queen City (la ville reine. surnom officiel entre 1869 et 1981)
  - Emerald City (la ville émeraude. surnom officiel depuis 1981)
  - La ville pluvieuse (The Rainy City)

#### Villes duMexique
- Guadalajara
  - La perle d’Occident
- Izamal
  - La ville jaune
- Mérida
  - La ville blanche (Ciudad blanca)
- Mexico
  - La ville des palais
  - La ville de l'espérance
- Monterrey
  - La ville des montagnes

### Amérique du Sud

#### Villes d'Argentine
- Buenos Aires
  - Le Paris de l'Amérique du Sud

#### Villes duBrésil
- Natal
  - La ville du soleil (A cidade do sol)
  - La ville des rois mages (A cidade dos reis magos)
- Recife
  - La Venise brésilienne ou tropicale
- Rio de Janeiro
  - La ville merveilleuse (A cidade maravilhosa)
- Salvador da Bahia
  - La Rome noire
- São Paulo
  - La ville du crachin (A cidade da garoa)
- Teresina
  - La ville verte

#### Villes deColombie
- Bogota
  - L'Athènes Sud Américaine
- Bucaramanga
  - La Ville des Parcs
- Cali
  - La Succursale du Ciel
- Carthagène
  - L'héroïque
- Medellín
  - La ville du printemps éternel
- Pasto
  - La Ville Surprise
- Popayán
  - La Ville Blanche
- Tumaco
  - La Perle du Pacifique

#### Villes duPérou
- Arequipa
  - la ville blanche (la Ciudad Blanca), la ville du printemps éternel
- Cuzco
  - le nombril du monde (traduit du quechua)
- Lima
  - La ville des rois (La Ciudad de los Reyes)

### Océanie

#### Villes deNouvelle-Zélande
- Auckland
  - the City of Sails (la ville des voiles, en raison des très nombreux yachts qu'on peut admirer dans la baie)
- Wellington
  - Windy City